# Rimsingen

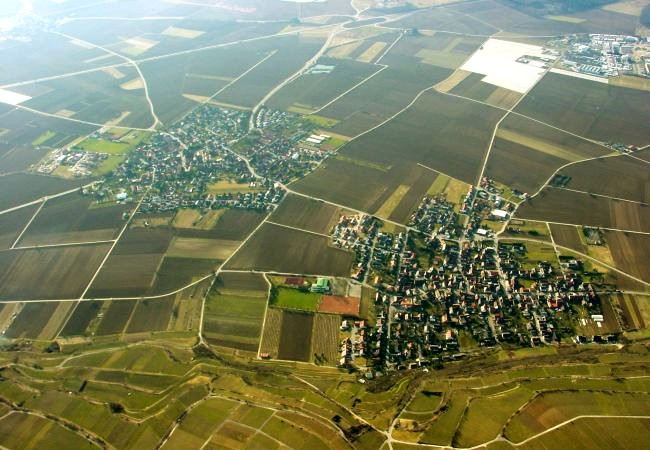
Luftbild von Oberrimsingen und Niederrimsingen aufgenommen bei einer Ballonfahrt

Rimsingen ist die Bezeichnung für ein ehemaliges Dorf am Südwesthang des Tuniberges westlich von Freiburg im Breisgau. Rimsingen bestand von jeher aus zwei Dorfteilen, deren Kerne etwa 500 m auseinanderlagen. Die heutigen Dörfer Niederrimsingen und Oberrimsingen waren bis zur Eingliederung in die Stadt Breisach am Rhein 1973 bzw. 1975 selbständige Gemeinden.

## Geschichte
Das Dorf Rimsingen wurde im Jahr 819 in einer Schenkungsurkunde an das Kloster Lorsch erstmals schriftlich erwähnt. Im 10. Jahrhundert besaßen die Edelfreien von Rimsingen die Ortschaft. Graf Birchtilo stiftete 993 das Kloster in Sulzburg und stattete es mit Gütern in Niederrimsingen aus. Vom Geschlecht der Rimsingen stammen die Herren von Üsenberg ab, die auf der gleichnamigen Felseninsel im Rhein unterhalb von Breisach ihre Burg und ihren Stammsitz hatten. Hesso von Üsenberg berief 1072 Mönche aus der Abtei Cluny im Burgundischen nach Oberrimsingen, die wenige Jahre später unter ihrem ersten Prior Gerold das Kloster vom Tuniberg in das nahe, heute verschwundenen, Grüningen verlegten.
Durch die kirchlichen Verhältnisse bahnte sich zwar eine Trennung der beiden Rimsingen an, die erste Erwähnung von Oberrimsingen im Jahre 1291 und von Niederrimsingen im Jahre 1334 ist jedoch nur in Verbindung mit dem Lehnswesen zu sehen. 1275 wurde die Trennung beider Siedlungen in der Erwähnung von „Rimsingen superior“ (deutsch: obern Rimsingen 1329) deutlich.
Zahlreiche Klöster hatten im 12. Jahrhundert in Oberrimsingen umfangreichen Grundbesitz, in den folgenden Jahrhunderten besaßen auch die Herren von Üsenberg, die Markgrafen von Hachberg, die Stadt Breisach, das Kloster Günterstal und die Herren von Falkenstein Güter und Rechte. 1430 gelangte Oberrimsingen unter die Herrschaft der Herren von Staufen, Niederrimsingen blieb jedoch weiterhin bei Breisach. Diese unterschiedliche Herrschaftszughörigkeit führte zur Bildung der beiden Gemeinden.

## Nachweise
1. ↑  Geschichte auf vereinsgemeinschaft-oberrimsingen.de. Abgerufen am 28. August 2011.

Koordinaten: 47° 59′ N, 7° 40′ O